# Jim Gottfridsson
Jim Gottfridsson (Ystad, 1992. szeptember 2. –) Európa-bajnok svéd válogatott kézilabdázó, a OTP Bank-Pick Szeged irányítója.

## Pályafutása

### Klubcsapatban
Jim Gottfridsson négy évesen kezdett kézilabdázni. 2011-ig szülővárosának alsóbb osztályú csapatában, az IFK Ystadban játszott, ekkor került fel a svéd élvonalban szereplő Ystads IF csapatához.
A 2013-2014-es szezont megelőzően a német Bundesligában szereplő Flensburg-Handewitt szerződtette, akikkel Bajnokok Ligáját nyert az idény végén, miután a döntőben 30–28-ra legyőzték a szintén német THW Kiel csapatát. 2015-ben meghosszabbította a szerződését 2017 nyaráig. Az idény végén újabb kupát nyert, ezúttal a DHB-Pokalt, azaz az országos kupát hódította el csapatával. 2018-ban német bajnok lett, a bajnokság megnyerése után bejelentette, hogy 2021-ig meghosszabbította szerződését csapatával. A 2020–2021-es német bajnokság legértékesebb játékosának választották. A 2021-es év kézilabdázója választáson a második helyen végzett Niklas Landin Jacobsen mögött, 0,25%-os hátránnyal. 2024-ben a Flensburggal megnyerte az EHF-Európa-igát. A 2025-2026-os szezontól a magyar első osztályú OTP Bank-Pick Szeged játékosa.

### A válogatottban
2011-ben tagja volt a junior-világbajnokságon bronzérmes svéd válogatottnak, amelynek 58 góljával ő volt a legeredményesebb játékosa.
A svéd felnőtt válogatottban 2012. november 1-jén mutatkozott be Ukrajna ellen. Részt vett a 2016-os olimpián. A 2018-as Európa-bajnokságon ezüstérmet szerzett a svéd csapattal és megválasztották a torna legjobb játékosának. A 2021-es világbajnokságon döntőt játszhatott, ahol a dán válogatott elleni vereséggel lett ezüstérmes. Gottfridssont beválasztották a torna All-Star csapatába. A 2021-re halasztott tokiói olimpián negyeddöntőig jutott a svéd válogatottal. A 2022-es Európa-bajnokságon Gottfridsson lőtte csapata legtöbb akciógólját, 36-ot, emellett 54 gólpasszt adott társainak. Őt választották az Európa-bajnokság legértékesebb játékosának is. Tagja volt a 2024-es Európa-bajnokságon bronzérmes svéd válogatottnak is, mind a kilenc meccsen játszott a kontinenstornán, és 23 gólt szerzett.

## Sikerei, díjai
Flensburg
- Bajnokok Ligája-győztes: 2014
- Német kupagyőztes: 2015
- Német bajnok: 2018, 2019

Svéd válogatott
- Világbajnoki ezüstérmes: 2021
- Európa-bajnok: 2022
  - ezüstérmes: 2018
  - bronzérmes: 2024

- Német bajnokság legértékesebb játékosa: 2021
- Európa-bajnokság legértékesebb játékosa: 2018, 2022
- Világbajnokságon All-Star csapat tagja: 2021